# Кузина Бетта (фільм, 1998)
«Кузина Бетта» (англ. Cousin Bette) — британсько-американський комедійно-драматичний фільм 1998 року режисера Деса Макануффа. Кінокартина є вільною екранізацією однойменного соціально-психологічного роману французького письменника Оноре де Бальзака, написаного в 1846 році.

## Сюжет
Бідна стара діва Бетта (Джессіка Ленґ) живе в паризькому передмісті та допомагає своїй щасливішій двоюрідній сестрі Аделіні (Джеральдіна Чаплін), яка одружилася з бароном Юло д'Ерві (Г'ю Лорі), але тепер помирає. Бетта роками також закохана в барона Гектора і сподівається після смерті сестри зайняти її місце. Але коли Аделіна померла, барон після зворушливої промови замість пропозиції шлюбу попросив Бетту стати економкою без оплати в його будинку та допомогти у вихованні його дуже молодої неодруженої дочки Гортензії (Келлі Макдональд). Кузина Бетта вражена, обурена та розчарована, вона повертається до своєї скромної квартири і продовжує своє мізерне життя як костюмерка бурлескного театру.

## Ролі виконують
- Джессіка Ленґ — Кузина Бетта
- Елізабет Шу — Дженні Кадін
- Келлі Макдональд — графиня Гортензія Стейнбок
- Ейден Янг[en] — Вацлав Стейнбок
- Г'ю Лорі — барон Гектор Юло д'Ерві
- Боб Госкінс — Селестан Кревель
- Джеральдіна Чаплін — бароне́са Юло д'Ерві
- Тобі Джонс — Марієтто
- Тобі Стівенс — Вікторен Юло д'Ерві
- Саймон Макберні — Вовіне

## Навколо фільму

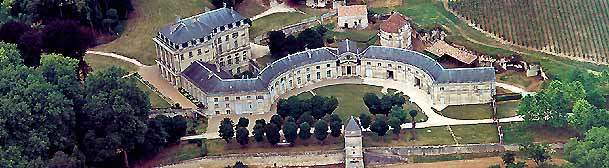
Палац Буль

- Фільмування відбувалося в Бордо і Рошфорі, в палаці Буль[fr], в Сент-Андре-де-Кюбзаці.[3]
- Фільм був показаний на Единбурзькому кінофестивалі[en] в серпні 1998 року.
- У кінотеатрах США він заробив близько 1,16 мільйона доларів. У деяких країнах, таких як Угорщина, фільм вийшов безпосередньо на відео.

## Нагороди
- 1999 — Премія Йога[es]